# The Beast of Bray Road
The Beast of Bray Road è un film horror d'exploitation del 2005, diretto, sceneggiato e montato da Leigh Scott.
La sceneggiatura è ispirata ad una creatura antropomorfa nota come "Bestia di Bray Road", avvistata durante gli anni ottanta lungo l'Illinois e il Wisconsin.

## Trama
Ispirato a fatti realmente accaduti, la storia tratta dello sceriffo Phil Jenkins (Jeff Denton) della contea di Walworth alle prese con una creatura inizialmente passata per scherzo, ma che successivamente si macchierà di atroci delitti.
In un delirio che mischia sogno e realtà, Jenkins, molto scettico sul sovrannaturale si convince dopo il risultato del test del DNA effettuato su alcuni peli trovati sul corpo di un cadavere, che la temibile creatura ora nota come "Bestia di Bray Road" è un licantropo affamato in cerca di carne umana.
Cercando di evitare il prossimo omicidio, quando oramai mancano pochi giorni al plenilunio, Phil riuscirà a scoprire che l'agricoltore e caro amico Ray Loubes (Joel Hebner) nasconde un tremendo segreto, egli è il temibile lupo mannaro che terrorizza Walworth, e al formarsi della luna piena dovrà combatterlo e cercare di ucciderlo senza rimorsi.
Passati alcuni giorni dalla fine dei crimini, Jenkins è stato riconosciuto come salvatore della località, ma prima dell'inizio dei titoli di coda si vede una bestia molto simile a Loubes vagare per i boschi, facendo intendere che il mostro non era solo lui.

## Produzione
L'intera pellicola è stata filmata nella località di Topanga (California) per un periodo di due mesi.

## Distribuzione
Il film è stato distribuito a partire dal 1º settembre 2005 nel circuito cinematografico statunitense.
Altre edizioni sono state pubblicate in alcuni paesi dell'Unione europea per il mercato home video e/o per la visione su TV via satellite.